# Ângelo Gabriel
Ângelo Gabriel Borges Damaceno (Brasilia, Brasil, 21 de diciembre de 2004) es un futbolista profesional brasileño, se desempeña como extremo derecho y actualmente milita en el Al-Nassr de la Liga Profesional Saudí.

## Trayectoria
Ângelo debutó con el Santos F. C. el 25 de octubre de 2020 en la derrota contra el Fluminense 3-1. El día 6 de abril de 2021, Ângelo anotaría su primer gol como profesional contra C. A. San Lorenzo de Almagro por la fase 2 de la Copa Libertadores, Ângelo anotaría el gol en el minuto 90+4 y el resultado acabaría en victoria 3-1.
El 8 de agosto de 2023, se marchó cedido al Racing de Estrasburgo proveniente del Chelsea F. C. de Inglaterra.
_El 2 de septiembre del 2024 , el Al-Nassr hizo oficial su fichaje  por 23 millones de euros proveniente del Chelsea F.C después de su buena temporada en Francia, firmó hasta el 30 de junio de 2029

## Estadísticas

### Clubes
Actualizado al último partido disputado el 26 de mayo de 2025.
| Club                          | Div.          | Temporada     | Liga  | Liga  | Liga   | Estatal | Estatal | Estatal | Copas nacionales | Copas nacionales | Copas nacionales | Copas internacionales | Copas internacionales | Copas internacionales | Total | Total | Total  |
| Club                          | Div.          | Temporada     | Part. | Goles | Asist. | Part.   | Goles   | Asist.  | Part.            | Goles            | Asist.           | Part.                 | Goles                 | Asist.                | Part. | Goles | Asist. |
| ----------------------------- | ------------- | ------------- | ----- | ----- | ------ | ------- | ------- | ------- | ---------------- | ---------------- | ---------------- | --------------------- | --------------------- | --------------------- | ----- | ----- | ------ |
| Santos F. C. · Brasil         | 1.ª           | 2020          | 9     | 0     | 0      | -       | -       | -       | -                | -                | -                | -                     | -                     | -                     | 9     | 0     | 0      |
| Santos F. C. · Brasil         | 1.ª           | 2021          | 19    | 0     | 0      | 9       | 0       | 1       | 5                | 0                | 0                | 9                     | 1                     | 0                     | 42    | 1     | 1      |
| Santos F. C. · Brasil         | 1.ª           | 2022          | 27    | 1     | 7      | 10      | 0       | 1       | 5                | 1                | 0                | 4                     | 0                     | 0                     | 46    | 2     | 8      |
| Santos F. C. · Brasil         | 1.ª           | 2023          | 12    | 2     | 0      | 9       | 0       | 0       | 6                | 0                | 1                | 5                     | 0                     | 0                     | 32    | 2     | 1      |
| Santos F. C. · Brasil         | Total club    | Total club    | 67    | 3     | 7      | 28      | 0       | 2       | 16               | 1                | 1                | 18                    | 1                     | 0                     | 129   | 5     | 10     |
| Racing de Estrasburgo Francia | 1.ª           | 2023-24       | 21    | 0     | 4      | —       | —       | —       | 4                | 0                | 0                | —                     | —                     | —                     | 25    | 0     | 4      |
| Racing de Estrasburgo Francia | Total club    | Total club    | 21    | 0     | 4      | —       | —       | —       | 4                | 0                | 0                | 0                     | 0                     | 0                     | 25    | 0     | 4      |
| Al-Nassr F. C. Arabia Saudita | 1.ª           | 2024-25       | 25    | 1     | 6      | —       | —       | —       | 2                | 0                | 0                | 11                    | 1                     | 4                     | 38    | 2     | 10     |
| Al-Nassr F. C. Arabia Saudita | Total club    | Total club    | 25    | 1     | 6      | —       | —       | —       | 2                | 0                | 0                | 11                    | 1                     | 4                     | 38    | 2     | 10     |
| Total carrera                 | Total carrera | Total carrera | 113   | 4     | 13     | 28      | 0       | 2       | 22               | 1                | 1                | 29                    | 2                     | 4                     | 192   | 7     | 24     |
| 1. 2.                         |               |               |       |       |        |         |         |         |                  |                  |                  |                       |                       |                       |       |       |        |

### Selección
Actualizado al último partido disputado el 20 de noviembre de 2022.
| Selección         | Temporada         | Continental | Continental | Continental | Mundial | Mundial | Mundial | Amistosos | Amistosos | Amistosos | Total | Total | Total  |
| Selección         | Temporada         | Part.       | Goles       | Asist.      | Part.   | Goles   | Asist.  | Part.     | Goles     | Asist.    | Part. | Goles | Asist. |
| ----------------- | ----------------- | ----------- | ----------- | ----------- | ------- | ------- | ------- | --------- | --------- | --------- | ----- | ----- | ------ |
| Sub-15 · Brasil   | 2019              | 5           | 0           | 2           | —       | —       | —       | —         | —         | —         | 5     | 0     | 2      |
| Sub-15 · Brasil   | Total sel.        | 5           | 0           | 2           | 0       | 0       | 0       | 0         | 0         | 0         | 5     | 0     | 2      |
| Sub-20 · Brasil   | 2022              | —           | —           | —           | —       | —       | —       | 5         | 0         | 0         | 5     | 0     | 0      |
| Sub-20 · Brasil   | Total sel.        | 0           | 0           | 0           | 0       | 0       | 0       | 5         | 0         | 0         | 5     | 0     | 0      |
| Total selecciones | Total selecciones | 5           | 0           | 2           | 0       | 0       | 0       | 5         | 0         | 0         | 10    | 0     | 2      |
| 1.                |                   |             |             |             |         |         |         |           |           |           |       |       |        |